# 林幸子 (料理研究家)
林 幸子（はやし ゆきこ）は、兵庫県出身の料理研究家。フード・コーディネーター、栄養士、料理教室「アトリエ・グー」主宰。

## 略歴
大手食品会社に入社し商品開発に携わった後、独立してフリーランスとなり現在に至る。活動場所は東京をメインとした全国。テレビやラジオ出演、雑誌の連載企画などを常時受け持つ。和食からエスニックまで、担当する料理ジャンルに限定はない。
東京・青山の料理教室「アトリエ・グー(ATELIER GOUT)」を主宰していることから、愛称は「グー先生」「グーさん」。また、関西では月1回、四天王寺にて料理教室を行っている。

## 主な出演番組
- おかずのクッキング（テレビ朝日）
- ためしてガッテン（NHK）
- はなまるマーケット （TBS）
- レディス4 （テレビ東京）
- グー先生の知恵マルシェ（綜合放送）

## 主な出版物
- 『世界のおいしいお米レシピ』（白夜書房）
- 『世界のおいしいスープ』（白夜書房）
- 『グー先生の基本のキ』（ソニーマガジンズ）
- 『豆腐ざんまい』（永岡書店）
- 『ミキサークッキング』（主婦と生活社）
- 『パパッと15分!おいしいお弁当』（西東社）
- 『はじめての和菓子』（辰巳出版）
- 『冬野菜のほくほく料理』（家の光協会）
- 『夏野菜のひんやり料理』（家の光協会）
- 『おいものお菓子』（家の光協会）
- 『基本のイタリアン』（主婦の友社）
- 『365日の献立』（千趣会）
- 『豆腐・酢・にんにくのおいしいおかず150品』（主婦と生活社）

## エピソード
- 無類のワイン愛好家で、ワイン業界関係者のみならず、日本の勝沼や南フランスのワイン生産者に多数の友人を持つ。気がつけば、ワインだけでなく酒全般に合うツマミの仕事も多数引き受けてきた。
- 世界各地の塩を集め、50種以上をコレクション。料理によって使い分けている。
- 文楽、落語が大好き。